# Memoriał Janusza Kusocińskiego 2009
55. Memoriał Janusza Kusocińskiego – międzynarodowe zawody lekkoatletyczne, które zostały zorganizowane 7 czerwca 2009 na stadionie klubu Orzeł w Warszawie. Konkurs rzutu młotem kobiet był poświęcony Kamili Skolimowskiej. Bezpośrednią relację z zawodów przeprowadzono w kanale TVP Sport.

## Rezultaty

### Mężczyźni
| Konkurencja        | 1. miejsce                   | 1. miejsce   | 2. miejsce                        | 2. miejsce | 3. miejsce                   | 3. miejsce |
| ------------------ | ---------------------------- | ------------ | --------------------------------- | ---------- | ---------------------------- | ---------- |
| 100 m              | Aziz Zakari · Ghana          | 10,29        | Dariusz Kuć · Polska              | 10,32 (SB) | Roberto Donati · Włochy      | 10,45      |
| 400 m              | Marcin Marciniszyn · Polska  | 45,80 (SB)   | Piotr Klimczak · Polska           | 46,19 (SB) | Jan Ciepiela · Polska        | 46,40 (PB) |
| 800 m              | Reuben Bett · Kenia          | 1,45:68      | Adam Kszczot · Polska             | 1,46:18    | Marcin Lewandowski · Polska  | 1,46:19    |
| 1500 m             | Ołeksandr Borysiuk · Ukraina | 3,40:45 (PB) | Nava Goran · Serbia               | 3,40:50    | Wiaczesław Szabunin · Rosja  | 3,41:41    |
| 5000 m             | Bernard Sang · Kenia         | 13,57:42     | Joseph Kosgei · Kenia             | 14,01:33   | Michał Smalec · Polska       | 14,05:11   |
| 110 m przez płotki | Maurice Wignall · Jamajka    | 13,55        | William Sharman · Wielka Brytania | 13,57 (SB) | Igor Permota · Rosja         | 13,70      |
| Skok wzwyż         | Linus Thörnblad · Szwecja    | 2,31         | Grzegorz Sposób · Polska          | 2,24       | Samson Oni · Wielka Brytania | 2,20       |
| Skok w dal         | Tomasz Dula · Polska         | 7,65 (SB)    | Jhamal Bowen · Panama             | 7,62       | Łukasz Mateusiak · Polska    | 7,60       |
| Rzut dyskiem       | Piotr Małachowski · Polska   | 65,98        | Virgilijus Alekna · Litwa         | 63,93      | Zoltán Kővágó · Węgry        | 62,22      |
| Rzut oszczepem     | Ainārs Kovals · Łotwa        | 81,57        | Paweł Rakoczy · Polska            | 75,30      | Piotr Frąckiewicz · Polska   | 74,64      |
| 4 × 100            | Polska - U23                 | 39,61        | Polska - juniorzy (II)            | 40,39      |                              |            |

### Kobiety
| Konkurencja        | 1. miejsce                        | 1. miejsce   | 2. miejsce                    | 2. miejsce   | 3. miejsce                         | 3. miejsce   |
| ------------------ | --------------------------------- | ------------ | ----------------------------- | ------------ | ---------------------------------- | ------------ |
| 100 m              | Marika Popowicz · Polska          | 11,45 (PB)   | Iwona Ziółkowska · Polska     | 11,58        | Natalia Rusakowa · Rosja           | 11,66        |
| 400 m              | Jolanta Wójcik · Polska           | 53,69 (SB)   | Anna Kiełbasińska · Polska    | 53,73 (PB)   | Agata Bednarek · Polska            | 54,63 (SB)   |
| 1500 m             | Stephanie Twell · Wielka Brytania | 4,03:62 (PB) | Natalia Jewdokimowa · Rosja   | 4,04:44 (SB) | Julia Zarudniewa-Iwanowa · Rosja   | 4,04:59 (PB) |
| 100 m przez płotki | Lacena Golding-Clarke · Jamajka   | 13,03        | Kaja Tokarska · Polska        | 13,59 (SB)   | Justyna Rybak · Polska             | 14,04 (SB)   |
| 400 m przez płotki | Anastasija Rabczeniuk · Ukraina   | 54,74        | Anna Jesień · Polska          | 54,76 (SB)   | Irinia Obiedina · Rosja            | 56,76 (SB)   |
| Skok o tyczce      | Anna Rogowska · Polska            | 4,60         | Aleksandra Kiriaszowa · Rosja | 4,50         | Jiřina Ptáčníková · Czechy         | 4,50         |
| Skok w dal         | Małgorzata Trybańska · Polska     | 6,49 (SB)    | Teresa Dobija · Polska        | 6,35         | Joanna Skibińska · Polska          | 6,25         |
| Pchnięcie kulą     | Magdalena Sobieszek · Polska      | 17,45        | Agnieszka Bronisz · Polska    | 15,78        | Agnieszka Dudzińska · Polska       | 15,71        |
| Rzut dyskiem       | Mélina Robert-Michon · Francja    | 61,69        | Nicoleta Grasu · Rumunia      | 61,17        | Natalija Fokina-Semenowa · Ukraina | 61,10        |
| Rzut młotem        | Anita Włodarczyk · Polska         | 75,21        | Martina Hrašnová · Słowacja   | 73,12        | Kathrin Klaas · Niemcy             | 70,20        |
| 4 × 100            | Polska                            | 44,24        | Polska - U23                  | 44,76        | Polska - U23 (II)                  | 46,04        |